# تشارلز وول
تشارلز وول (بالإنجليزية: Charles Wall)‏ هو مؤرخ أمريكي، ولد في 21 يونيو 1903، وتوفي في 1 مايو 1995 بسبب سكتة.